# San Agustín Jitotol
San Agustín Jitotol är en ort i Mexiko.   Den ligger i kommunen Tapachula och delstaten Chiapas, i den sydöstra delen av landet, 900 km sydost om huvudstaden Mexico City. San Agustín Jitotol ligger 442 meter över havet och antalet invånare är 579.
Terrängen runt San Agustín Jitotol är kuperad åt nordväst, men åt sydost är den platt. Runt San Agustín Jitotol är det tätbefolkat, med 397 invånare per kvadratkilometer. Närmaste större samhälle är Tapachula, 11,2 km söder om San Agustín Jitotol. I omgivningarna runt San Agustín Jitotol växer huvudsakligen savannskog.